# Gammaropsis (Paranaenia) dentifera
Gammaropsis (Paranaenia) dentifera is een vlokreeftensoort uit de familie van de Photidae. De wetenschappelijke naam van de soort is voor het eerst geldig gepubliceerd in 1879 door Haswell.